# 小行星9574
小行星9574（英語：9574 Taku）是一颗围绕太阳公转的小行星。1988年12月5日，T. Nakamura在木曾町发现了此天体。
这颗小行星的绝对星等为101.446596747182等。